# Beneath the 12-Mile Reef
Beneath the 12-Mile Reef (bra: Rochedos da Morte) é um filme norte-americano de 1953, do gênero aventura, dirigido por Robert D. Webb e estrelado por Robert Wagner e Terry Moore.

## Produção

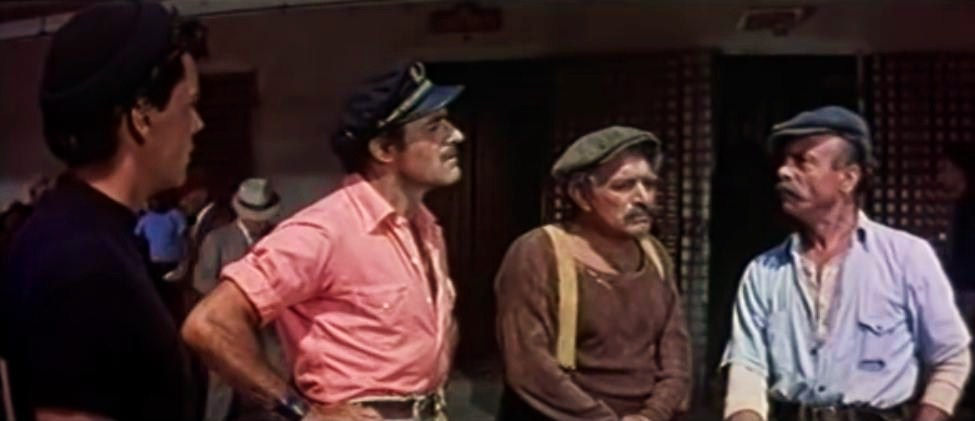
Centro|Cena do filme. Da esquerda para a direita: Robert Wagner, Gilbert Roland, J. Carrol Naish e Jay Novello.

[[Imagem:Beneath the 12-Mile Reef (1953) 1.jpg|miniatura|300px|direita|{{Centro|Cena do filme. Da esquerda para a direita: Robert Wagner, Gilbert Roland, J. Carrol Naish e Jay Novello.]]
[[Imagem:Beneath the 12-Mile Reef (1953) still 1.jpg|miniatura|300px|direita|{{Centro|Foto de divulgação. Da esquerda para a direita: Angela Clarke, Robert Wagner, Gilbert Roland e Gloria Gordon.]]
Beneath the 12-Mile Reef é apenas a segunda produção em CinemaScope da 20th Century Fox, a criadora do processo.
O filme é uma versão modernizada da história de Romeu e Julieta, com elementos adjacentes de preconceito. No entanto, os aspectos pelos quais é mais lembrado são a exuberante fotografia subaquática e a misteriosa trilha sonora de Bernard Herrmann  (tão memorável que partes dela continuaram a ser utilizadas pelo estúdio por mais de uma década).
O filme recebeu uma indicação ao Oscar, pela fotografia em cores, e concorreu ao Grande Prêmio do Festival de Cannes.

## Sinopse
Mike e Tony Petrakis, pai e filho gregos, são pescadores de esponjas na costa da Flórida. Os Petrakis e seus companheiros também de origem grega têm por maiores rivais os cruéis pescadores de origem inglesa, liderados por Thomas Rhys. Eles estão prontos para matar qualquer um que invada seus territórios. No meio do conflito, Tony conhece Gwyneth, filha de Thomas Rhys. Gwyneth fica impressionada com este jovem destemido, que não tem medo de se bater contra homens maiores e mais fortes. Eles se apaixonam, o que causa consternação nos dois lados. Seguem-se impropérios,  mortes, perseguições e traições, tudo conspirando para separar o casal.

## Premiações
| Patrocinador                                  | Prêmio        | Categoria                       | Situação |
| --------------------------------------------- | ------------- | ------------------------------- | -------- |
| Academia de Artes e Ciências Cinematográficas | Oscar         | Melhor Fotografia (em cores)    | Indicado |
| Festival de Cannes                            | Grande Prêmio | Maior Originalidade ou Pesquisa | Indicado |

## Elenco
| Ator/Atriz       | Personagem        |
| ---------------- | ----------------- |
| Robert Wagner    | Tony Petrakis     |
| Terry Moore      | Gwyneth Rhys      |
| Gilbert Roland   | Mike Petrakis     |
| J. Carrol Naish  | Soc Houlis        |
| Richard Boone    | Thomas Rhys       |
| Angela Clarke    | Mamãe Petrakis    |
| Peter Graves     | Arnold Dix        |
| Jay Novello      | Sinan             |
| Jacques Aubuchon | Demetrios Sofotes |
| Gloria Gordon    | Penny Petrakis    |
| Harry Carey Jr.  | Griff Rhys        |